# 加地秀綱
加地秀綱（?—1587年），日本戰國時代至安土桃山時代的武將。上杉氏家臣。父親是加地春綱。母親是上杉謙信的姐姐。
加地氏是揚北眾的佐佐木黨。

## 生平
生年不詳。跟隨謙信，參加川中島之戰，並立下大功。在謙信死後，於御館之亂中，投向上杉景虎。不過因為居城加地城被上杉景勝方的五十公野治長（後來的新發田重家）和五十公野信宗急襲，於是一時間降伏。
天正9年（1581年），在新發田重家發起反亂時，加入重家，與景勝對抗。景勝首先攻撃新發田城，天正15年9月7日（1587年10月8日），加地城被景勝攻陷，自身亦戰死。

## 外部連結
- 武家家伝＿加地氏（页面存档备份，存于）